# 美丘
『美丘』（みおか）は日本の男性小説家である石田衣良による小説作品、およびそれを原作としたテレビドラマ。『野性時代』2004年12月号から2006年2月号まで連載され、2006年10月に角川書店より刊行された。
難病を発症した女子大生・美丘と、彼女に恋をした太一の13か月間の恋の物語。太一の視点から描いた回想録という形式を取っている。

## あらすじ
暖かな11月の月曜日。授業をすっぽかし学校の校庭で寝ていた太一たちは、突然フェンスをよじ登り今にも飛び降りようとする女性を目撃し、止めようとする。しかし彼女に死ぬ気はなく、違う世界を見たいためにフェンスを越えたのだった。
「峰岸美丘」と名乗る彼女は、自由奔放に振舞い、太一たちのグループを翻弄する。その姿に次第に太一は心を惹かれ、やがて付き合うようになる。しかし、恋人として初体験をしたその日、彼女から思いもよらぬ事実を告げられる。

## 主な登場人物
峰岸 美丘（みねぎし みおか）
本作のヒロイン。明知大学二年生。文学を専攻している。「思ったことは必ずやる」という鉄砲玉のような性格で、他の女から男を寝取ったり、絡んできた男を殴り倒すなど男勝りの性格。周りから何を言われても物怖じしない。
幼稚園の時に交通事故によって頭蓋骨を骨折する大怪我を負い、運ばれた病院で硬膜（ライオデュラ）の移植手術を行ったが、その際にクロイツフェルト・ヤコブ病に感染してしまう。そのことから「ありのままの自分で居続けること」「生きること」に執着し、病気に関することを極度に嫌う（ドイツ嫌い、神様の存在を信じないなど。特に手首を切ろうとした彼女の知り合いには怒りのあまりに手を上げた）。
発症後は徐々に記憶がなくなり、体が動かなくなる中で苦しみながらも自分の意思を通していく。
橋本 太一（はしもと たいち）
本作の主人公で語り部。経済学を専攻。本を読むことが好きでそのためか「話し上手」「恋愛には奥手」といったイメージを持たれている。他にはパンクロックを聴くことが趣味。
最初は麻理と付き合っていたものの、美丘に心惹かれるようになりやがて本格的に付き合う。そして美丘の病気のことを告げられた上で同棲を始め、発症後は心身ともに彼女の支えとなっていく。
美丘からは「わたしが生きていたことの証人になってほしい」と言われたほか、ある約束を交わしている。
北村 洋次（きたむら ようじ）
太一たちのグループ仲間。福島県出身。家は代々の造り酒屋。訛りが抜けない。落ち着きのある性格で仲間のまとめ役。常におっとりしているがそれ故に心配性な一面もある。
笠木 邦彦（かさぎ くにひこ）
同じく太一たちのグループ仲間。横浜出身。お調子者で女好き。グループ一のナンパ師でムードメーカー。
太一を含めた男三人は進学や就職といった学校の主流から外れた中で思い思いの学生生活を送っている。
五島 麻理（ごとう まり）
太一たちのグループ仲間。日本型の美人で才女である。感情をあまり出さない「氷の王女」。
太一と付き合っていたが、美丘に心変わりしたことにひどく傷つき、彼女を殴った。しかし仲間の前では平静を取り戻し、美丘に当たることもなく、二人が同棲を決めた時にも応援していた。ドラマでは穏やかな性格になっている。
東京生まれ、東京育ちのお嬢様で華がある。
佐々木 直美（ささき なおみ）
太一たちのグループ仲間。泣き虫でちょっとしたことで涙目になる。グループの会話内容を手帳にメモする癖があるため手帳を普段手放さない。
原作ではショートヘアだが、ドラマではショートヘアではない。

## その他
- 本作で描かれている「クロイツフェルト・ヤコブ病」の症状や経過などは実際のものとは異なっているものがある。本作では発症後、10年、20年と潜伏し、一度発症すると3か月で脳が海綿状になり、数か月から数年で死に至るとされている。また、体中の筋肉を動かせなくなり、記憶もなくなってしまう。
- 幻冬舎出版のアンソロジー『Love Letter』に収録されている短編「ありがとう」は、内容から『美丘』の短編版といえる。 ただし、太一と美丘の出逢いや終盤など、『美丘』と異なる点もいくつかある（書かれたのは「ありがとう」の方が先）。
- 表紙のカバーモデルは花野心と大伴賢太、撮影は中川正子が手掛けた。

## テレビドラマ
『美丘-君がいた日々-』（みおか きみがいたひび）のタイトルで、2010年7月10日から9月18日まで日本テレビ系の土曜ドラマ枠で、吉高由里子の主演で放送された。吉高は今作が連続ドラマ初主演となった。

### キャスト
- 峰岸 美丘 - 吉高由里子[1]
- 橋本 太一 - 林遣都
- 笠木 邦彦 - 勝地涼
- 五島 麻理 - 水沢エレナ
- 北村 洋次 - 夕輝壽太
- 佐々木 直美 - 中村静香
- 橋本 一郎 - 金田明夫
- 橋本 容子 - 美保純
- 橋本 結衣 - 清水くるみ
- サヤカ - 美山加恋（第6話）
- 池上 勇蔵 - 升毅
- 高梨 宏之 - 谷原章介
- 神林 悟 - 志賀廣太郎
- 峰岸 幸子 - 大島蓉子
- 峰岸 修三 - 渡辺憲吉
- 峰岸 静江 - 佐々木すみ江
- 峰岸 始 - 寺脇康文（特別出演）
- 峰岸 佳織 - 真矢みき

### スタッフ
- 原作 - 石田衣良『美丘』（角川文庫刊）
- 脚本 - 梅田みか
- 音楽 - 菅野祐悟
- 主題歌 - 福山雅治「蛍」（ユニバーサルJ）
- チーフプロデューサー - 田中芳樹
- プロデューサー - 加藤正俊、小泉守
- 演出 - 猪股隆一、山下学美、佐久間紀佳
- 撮影 - 水梨潤
- 照明 - 大内一斉
- 美術 - 柳谷雅美
- 制作担当 - 由利芳伸
- 助監督 - 松山雅則
- 製作協力 - トータルメディアコミュニケーション
- 製作著作 - 日本テレビ

### 放送日程
| 各話                                                      | 放送日        | サブタイトル                                  | 演出       | 視聴率 |
| --------------------------------------------------------- | ------------- | --------------------------------------------- | ---------- | ------ |
| 第1話                                                     | 2010年7月10日 | 私あとどれ位生きられますか? 命と恋…そして家族 | 猪股隆一   | 10.4%  |
| 第2話                                                     | 2010年7月17日 | 命の期限…好きだけどさよなら                   | 猪股隆一   | 8.8%   |
| 第3話                                                     | 2010年7月24日 | 涙の約束…ずっとそばにいる!                    | 山下学美   | 8.0%   |
| 第4話                                                     | 2010年7月31日 | 発症…大切な記憶が消えていく                   | 佐久間紀佳 | 9.5%   |
| 第5話                                                     | 2010年8月07日 | 結婚…出産 私にはできないんだ                  | 猪股隆一   | 10.4%  |
| 第6話                                                     | 2010年8月14日 | いらない命なんてないんだよ!                   | 山下学美   | 8.9%   |
| 第7話                                                     | 2010年8月21日 | 急変! 私が私でなくなっていく                  | 佐久間紀佳 | 9.7%   |
| 第8話                                                     | 2010年9月04日 | 体が動かない…最後の家族旅行                   | 猪股隆一   | 10.2%  |
| 第9話                                                     | 2010年9月11日 | 絶望…私の命を終わりにして!                    | 佐久間紀佳 | 10.6%  |
| 最終話                                                    | 2010年9月18日 | 最期の時 この命をありがとう                   | 猪股隆一   | 10.5%  |
| 平均視聴率 9.7%（視聴率は関東地区・ビデオリサーチ社調べ） |               |                                               |            |        |

- 初回は15分拡大放送
- 2010年8月28日は『24時間テレビ33』が放送されたため休止となる。
- 2010年9月4日はサッカー日本代表強化試合（キリンチャレンジカップ）日本×パラグアイが放送されたため30分繰り下げ。

### ドラマにおけるその他
- 太一役の林遣都は、2021年に元AKB48メンバーで女優の大島優子と結婚しているが、大島は美丘役の吉高由里子と2011年にフジテレビ系列で放送された『私が恋愛できない理由』と2017年に日本テレビ系列で放送された『東京タラレバ娘』で共演しており親交もある。そのため、林と大島が結婚した際は吉高からお祝いのメッセージが送られている[2]。また、本作で林の父親役だった金田明夫は『東京タラレバ娘』では大島の父親役で出演していた。
- 吉高と谷原章介は2009年にTBSテレビ系列で放送された『ラブシャッフル』でも共演しているが、ここでも本作と同様に吉高が患者役で谷原がその主治医役だった。
- 主題歌を担当した福山雅治は、2018年に日本テレビ系列で放送された『正義のセ』で再び吉高が主演ドラマの主題歌を担当した[3]。この作品では、本作で吉高の父親役だった寺脇康文も吉高の上司役で出演している。また、福山は俳優として吉高と『ガリレオ（第2シリーズ）』（2013年、フジテレビ系）と同作の映画版の『真夏の方程式』（2013年）で共演もしている。
- 福山は本作放送期間中は、NHK大河ドラマの『龍馬伝』で主演を務めていた時期で、その収録期間の合間で本作の主題歌を制作している。主題歌である「蛍」のPVで福山が長髪なのは、『龍馬伝』での役作りのために長髪にしていたためである。
- 本作が吉高は民放の連続ドラマ初主演であるが、本作の後は2013年辺りまで映画出演がメインになって連続ドラマの出演頻度が減っていて、2014年にはNHK連続テレビ小説の『花子とアン』で主演を務めたのと、同作終了後は舞台出演のみで映像の方はCM出演以外は休養していた期間があった関係もあり、本作の次に民放の連続ドラマでの主演を務めた『東京タラレバ娘』は本作から6年半後だった。
- プロデューサーを務めた加藤正俊が2022年8月に死去した際に、吉高は自身のTwitterに追悼メッセージを送っている。加藤は吉高の主演ドラマでは本作と『東京タラレバ娘』、『正義のセ』でプロデューサーを務めていた[4]。

| 日本テレビ 土曜ドラマ              | 日本テレビ 土曜ドラマ                        | 日本テレビ 土曜ドラマ           |
| 前番組                             | 番組名                                       | 次番組                          |
| ---------------------------------- | -------------------------------------------- | ------------------------------- |
| 怪物くん （2010.4.17 - 2010.6.12） | 美丘-君がいた日々- （2010.7.10 - 2010.9.18） | Q10 （2010.10.16 - 2010.12.11） |